# پارینه‌پاروسانان
پارینه‌پاروسانان (نام علمی: Palaeocopida) نام یک راسته از زیررده پاپاروییان است.